# ولسوالی کشک کهنه
کُشک کهنه یکی از ولسوالی‌های ولایت هرات در شمال باختری افغانستان است. جمعیت آن در سال ۲۰۰۶ میلادی، ۴۱٬۶۴۲ نفر اعلام شده‌است. مرکز این ولسوالی کشک کهنه است. اکثریت مردم کُشک کهنه را اقوام تیموری، جمشیدی، زوری، طاهری، تاجیک، مغول، اسحاقزی، علیزی، بارکزی، چوقک، غلجای‌ترین، ترکمن و نورزی سکونت دارند.

## منبع‌ها
1. ↑  «جمعیت‌شناسی و جمعیت ولایت هرات» (PDF). هیئت معاونیت ملل متحد در افغانستان. وزارت احیا و انکشاف دهات افغانستان. دریافت‌شده در ۱۲-۱۲-۱۳۹۰. تاریخ وارد شده در |تاریخ بازدید= را بررسی کنید (کمک)